# Android TV
Android TV（アンドロイド ティーヴィー）は、Googleがテレビ、デジタルメディアプレーヤー、セットトップボックス、サウンドバー用に開発したAndroidオペレーティングシステムである。2014年6月にGoogleTVから引き継がれたが、2021年より再びGoogle TVに引き継がれた。

## 概要
Google TVの後継機であり、コンテンツの発見や音声検索、様々なメディアアプリやサービスからのコンテンツ集約を中心に設計されたユーザーインターフェース、アシスタント、キャスト、ナレッジグラフなどの最近のGoogleの技術との統合を特徴としている。
2014年6月にアメリカ合衆国カリフォルニア州サンフランシスコにて、開発者向けイベントGoogle I/O 2014で発表された。他のデジタルテレビやセットトップボックスのプラットフォームやOSとは異なり、Google Playストアからアプリのダウンロードができ、インストールしたアプリをテレビ画面上で実行する事ができる。

## Google TV インターフェース
2020年9月22日にChromecast with Google TVが発売されると共に、Android TVをベースとした「Google TV インターフェース」がリリースされた。かつてGoogleが提供したスマートテレビOSの「Google TV」とは異なり、同じAndroid TVのバージョンとして動作する。Google TV インターフェースは、2021年にセットトップボックスやドングル、スマートテレビから始まったもので、2022年までに標準搭載のAndroid TV インターフェースから移行された。

## バージョン
- 2014年 - Android 5[11]。ADT-1開発者キットが発売された[12][13]。
- 2016年 - Android 7
- 2018年 - Android 9。ADT-2開発者キットが発売された[14][15]。
- 2019年 - Android 10 on Android TV[16]。ADT-3開発者キットが発売された[17]。
- 2020年 - Android 11 on Android TV[18]
- 2021年 - Android 12 for TV[19]
- 2024年 - Android 14 for TV[20]。Android 13 for TVはスキップされ（一般利用者向けの配信がキャンセル）[21]、Android 14 for TVはスマートフォン版の半年遅れとなった。

## 主な端末

### テレビ
- ブラビア（ソニー）[6]
- アクオス（シャープ）[22]
- TCL（TCL JAPAN ELECTRONICS）[23]
- FUNAI（船井電機）[1]※ヤマダ電機限定モデルはFireTVOS搭載機種のみになる。
- Smart TV（ピクセラ）[24]
- レグザ（TVS REGZA）[25]※2022年モデルまでの一部機種のみ

※上記以外の機種（メーカー）は、組み込みLinux等独自のスマートテレビ用OSを採用・導入している。

### デジタルメディアプレーヤー
- Nexus Player（Google）[26]
- Chromecast with Google TV（Google）[27]
- Nvidia Shield（英語版）（NVIDIA）[28]
- Razer Forge TV（Razer）[29]
- Mi Box（小米科技）[30]
- PIX-SMB400（ピクセラ）[31]
- TU-BUHD100（パナソニック、 PIX-SMB400のOEM版）[32]
- FT-4KS10（船井電機、 PIX-SMB400のOEM版）[33]
- ドコモテレビターミナル（NTTドコモ）[34]
- auひかりテレビサービス セットトップボックス[35]

### プロジェクタ
- BenQ[36]
- Anker[37]
- XGIMI